# PHP4ECore
PHP4ECore (PHP For Enterprise Core) es un pequeño, potente y versátil Framework, libre, escrito en PHP5 que implementa dentro de si las más nuevas y mejores prácticas para el desarrollo de software. Basado en las prácticas de
desarrollo web como DRY y el Principio KISS, PHP4ECore busca fomentar el desarrollo de aplicaciones potentes y robustas en entornos empresariales, basándose en las especificaciones manifestadas por el Proyecto PHP4E (PHP For Enterprise)

## Características
- Potente implementación MVC.
- Estandarización para empaquetado y distribución de librerías.
- Modelo de seguridad.
- Composición gráfica.
- Soporte para AJAX.
- Fácil configuración

El número de prerrequisitos para instalar y configurar es Unix o Windows con un servidor web y PHP5 instalado. PHP4ECore gracias a la utilización de ADODB es compatible con una innumerable cantidad de motores de bases de datos.
PHP4ECore proporciona facilidades para construir aplicaciones robustas para entornos comerciales de alta demanda y reduce tiempos de desarrollo sin desmedro del equipo implementador.

## Objetivos
PHP4ECore busca cumplir los siguientes aspectos:
- Multiplataforma
- Basado en una especificación conocida
- Flexibilidad para soportar diversas arquitectura y/o escenarios
- Fácil de instalar y configurar
- Fácil de aprender
- Listo para aplicaciones comerciales
- Soporte para las mejores prácticas de desarrollo de software
- Basado en Software Libre